# آنتانیمورا سود
آنتانیمورا سود (به لاتین: Antanimora Sud) یک منطقهٔ مسکونی در ماداگاسکار است که در ناحیه آمبوومبه واقع شده‌است. آنتانیمورا سود ۱۷٬۰۰۰ نفر جمعیت دارد و ۲۹۷ متر بالاتر از سطح دریا واقع شده‌است.